# Авер'янов Олег В'ячеславович
Авер'янов Олег В'ячеславович (нар.. 9 жовтня 1977, м. Прилуки, Чернігівська область) — український бізнесмен, політик, депутат Чернігівської обласної ради, юрист. Фігурант кількох кримінальних справ.

## Освіта
У 1997 році закінчив Київський інститут військово-повітряних сил України за спеціальністю — технічне обслуговування засобів зберігання транспортування та заправки ПММ, кваліфікація — технік-механік.
У 2014 році закінчив Київський університет права Національної академії наук України, спеціальність — правознавство , кваліфікація — юрист.

## Кар'єра
З серпня 2001 року — заступник директора ТОВ «Гарант» (м. Прилуки, Чернігівська область), згодом перебував на посаді директора ТОВ «Гарант».
З березня 2004 року — заступник директора ТОВ «Грант» (м. Прилуки, Чернігівська область).
У 2006 році перебував на посаді заступника директора з технічних питань ТОВ «Ринок-1» (м. Київ).
З квітня 2008 року — заступник директора по роботі з філіями ДП Український державний центр транспортного сервісу «Ліски» (м. Київ). Згодом — Директор ТОВ «Грант Альянс» (м. Прилуки, Чернігівська область).
З серпня 2009 року перебував на посаді Директора ТОВ "Завод «Пожспецмаш» (м. Прилуки, Чернігівська область).
З грудня 2014 року — директор з виробництва СТОВ «Богданівське» (с. Богданівка, Прилуцький р-н, Чернігівська область).
У 2015—2016 роках був заступником голови Державної служби України з надзвичайних ситуацій (ДСНС).

### Політична кар'єра
У 2007 році балотувався до Верховна Рада України VI скликання від «БЮТ» (№ 189 у списку). Був помічником народного депутата Дубіля Валерія Олександровича у Верховній Раді України VI скликання на громадських засадах.
У 2014 році балотувався до Верховної Ради України VIII скликання від «Радикальної партії Олега Ляшка» по округу № 210 (Чернігівська обл.). Був помічником народного депутата Ляшка Олега Валерійовича на громадських засадах у Верховній Раді України VIII скликання.
У 2015 році був обраний депутатом Чернігівської обласної ради VII скликання від «Радикальної партії Олега Ляшка» (№ 1 у списку), є головою фракції партії.
У 2019 році балотувався до Верховній Раді України 9 скликання від Радикальної партії Олега Ляшка (№ 6 у списку).

## Скандали
В кінці 2015 року фракція «Радикальної партії» Олега Ляшка відмовлялась голосувати за «корупційний бюджет», аж доки до нього не включили 400 мільйонів на закупівлю пожежної техніки. Тоді Олег Авер'янов займав посаду голови Державної служби із надзвичайних ситуацій (ДСНС).
У середу 2 травня 2018 року відбувся тендер на закупівлю пожежно-рятувальних автомобілів для пожежогасіння і проведення рятувальних робіт на суму 92 млн грн, при якому було відхилено всі пропозиції, окрім «Пожмашини» та «Ман трак енд бас Юкрейн». Реальним власником ПК «Пожмашина» ЗМІ називали Олега Авер'янова.
Слідство встановило, що Авер'янов вступив у змову з керівництвом німецької компанії «Ман трак енд бас Юкрейн» і вона перерахувала «Пожмашині» дві третини коштів.
Олег Авер'янов є фігурантом кримінальної справи, яку завела Спеціалізована антикорупційна прокуратура за скаргою власника компанії «Скайнет Маркетинг ЛТД» Олександра Головача щодо атаки на агрохолдинг і активи агробізнесмена — підприємство ТОВ «Промстройінновація».
Депутати Чернігівської обласної ради віддали комунальне підприємство «Ліки України» в оренду фірмі ТОВ «Ліки України», після чого КП було ліквідоване. За даними Youcontrol  — через низку підставних осіб співвласником ТОВ «Ліки України» є Олег Авер'янов. Сам Олег Авер'янов заперечує свій зв'язок із цією компанією.
19 листопада 2019 року Олегу Авер'янову вручили повідомлення про підозру. Йому інкримінують викрадення автомобіля, який був його спільною власністю з дружиною.